# Kilátós-barlang (Dömös)
A Kilátós-barlang a Duna–Ipoly Nemzeti Parkban lévő Visegrádi-hegységben található egyik barlang. Dömös területén, a Dobogó-kőn van.

## Leírás
A dobogókői kilátó kiépített csúcssziklájának (700 méter) a nyugati oldalában, a csúcstól mintegy 5–6 méterrel lejjebb található a barlang. A háromszög alakú bejárata a törmeléklejtő tetején, a sziklafal lábánál nyílik és nagyjából délnyugat felé néz.
A két méter magas és két méter széles bejáratot követő üreg tölcsérszerűen szűkül és alacsonyodik befelé, így 3 méter után már csak egy járhatatlanul szűk rés. Az enyhén kifelé lejtő alját aprószemcsés törmelék és avar borítja, az oldalfalai öklömnyi nagyságú gumókat tartalmazó andezitagglomerátumból vannak. A meredek törmeléklejtőn megközelíthető kisebb barlangnak csak barlangkataszteri jelentősége van.
Repedés menti kimállással keletkezett.

## Kutatástörténet
A barlangot Eszterhás Istvánék írták le és térképezték fel először. A létezéséről bizonyára jó néhányan tudtak Eszterhás Istvánék előtt is, hiszen frekventált területen van, de semmiféle előző említésére nem akadtak.
A 2001. november 12-én elkészült, Magyarország nemkarsztos barlangjainak irodalomjegyzéke című kézirat barlangnévmutatójában szerepel a Kilátós-barlang. A barlangnévmutatóban meg van említve az az 1 irodalmi mű, amely foglalkozik a barlanggal. A 366. tétel nem említi, a 365. tétel említi. A 2014. évi Karsztfejlődésben megjelent tanulmányban az olvasható, hogy a Dömösön található Kilátós-barlang 4 m hosszú és 1 m magas. A Visegrádi-hegység 101 barlangjának egyike.